# Egregor
Ten artykuł opisuje teorie, metody lub czynności niezgodne ze współczesną wiedzą naukową.
Egregor – rodzaj myślokształtu, związanego ze zbiorowością ludzką. Jest to rodzaj zbiorowej świadomości wytwarzanej przez grupę ludzi łączących się we wspólnym działaniu. Egregor tworzy się zawsze, gdy ludzie współpracują ze sobą, jednak bez świadomego i celowego podtrzymywania go szybko się rozproszy, gdy grupa przestanie wspólnie działać. Jeśli jednak grupa pragnie podtrzymać jego istnienie i zna odpowiednie techniki, egregor może wzmocnić się i trwać bardzo długo. Między egregorem a wytwarzającymi go jednostkami zachodzi stały przepływ energii, pod warunkiem, że dążą one stale do zakładanego celu. Egregor ma większy potencjał i efektywność niż prosta suma sił każdej z zaangażowanych jednostek, stymulując i podtrzymując te działania, które prowadzą do realizacji programu i osiągnięcia celu. Jeśli proces ten podtrzymywany jest dostatecznie długo, egregor może w pewnym sensie uniezależnić się od tworzącej go grupy i przetrwać nawet po śmierci wszystkich jej członków, a także wejść w kontakt z kolejną grupą nakierowaną na ten sam cel i gotową połączyć z nim swą energię, by go podtrzymywać i rozwijać. W przypadku działań o charakterze duchowym i ezoterycznym siła egregora jest największa, stąd ezoteryczne grupy odwołujące się ściśle do danej tradycji stają się jej naturalnymi spadkobiercami i kontynuatorami - wchodząc w kontakt z danym egregorem uczestniczą w jego działaniach i uzyskują dostęp do wiedzy i umiejętności w nim zgromadzonych, nawet jeśli od jego powstania i śmierci jego pierwotnych założycieli upłynęły wieki.
Słowo pochodzi z języka greckiego (ἑγρήγορος), w którym oznacza obserwatora. Odmienną koncepcję egregorów, czyli istot anielskich albo kosmicznych sił przyjmujących niekiedy formę olbrzymów (jednym z nich mógł być Adam Kadmon), wywodzącą się z Księgi Henocha opisywał wcześniej Hermetyczny Zakon Złotego Brzasku w dziele The Golden Dawn; termin ten wykorzystali różokrzyżowcy, dla których związany był on bardziej z siłami natury i energią kosmiczną.